# عبد الحميد السباعي
ملازم بحري عبد الحميد السباعي (2 نوفمبر 1947 -) هو عسكري مصري، وأحد قادة مجموعة 39 القتالية.

## حياته ونشأته
عبد الحميد حسين إبراهيم محمد السباعي، ولد في محافظة الإسكندرية 2 نوفمبر 1947،
- تاريخ دخول الخدمة / 1/9/1964. القوات البحرية.
- كان ينضم للقيام بالعمليات المكلفة بها المجموعة قبل تكوينها.
- كان ضمن النواة الأولي في تكوين ال مجموعة 39 قتال ضمن فصيلة الصاعقة البحرية.

متزوج وله ولد وبنت
انتهت خدمته العسكرية 1 يوليو 1976

## مشاركات عسكرية[2]

### شارك في العديد من عمليات الاستطلاع: -
1. ومنها استطلاع الجبهة من الشمال إلي الجنوب 10/12/1968

### شارك في العديد من الكمائن ومن أشهرها: -
1. كمين شرق النصب التذكاري جهة الإسماعيلية 26/8/1968:

حيث كان ضمن مجموعة الاقتحام وقد زرع لغمين من الألغام التي كلف بزراعتها قبل الاقتحام، إلي إن عبرت العربات أمامه هو والمجموعة وبعد انفجرت الألغام وأمطروها بوابل من الذخيرة الحية والقنابل وقواذف الاربي جي حيث تم تدمير جميع عربات الكمين كلها، وكانت من انجح العمليات التي نفذت منذ الحرب العالمية الثانية.
وقد كرموا من الرئيس الراحل / جمال عبد الناصر بمنحنا هم جميعا نوط الجمهورية العسكري من الدرجة الثانية حيث كانوا أول من نال هذا النوط في العسكرية المصرية أحياء.

### عن عمليات الإغارة والاقتحام
- يذكر منها على سبيل المثال اقتحام موقع لسان التمساح للمرة الأولي 20/4/1969:

وكان ضمن مجموعة الاقتحام الأولي قيادة / إسلام توفيق حيث قام بتدمير الدشمة الأولي والثانية جهة اليمين من دخول الموقع تدميرا كاملا.
وقام بستر المجموعة الثانية ودخل منها الفدائي / هنيدي مهدي، وسمير نوح إلي الموقع من أسفل حيث تم الاستيلاء علي معدات وأسلحة وذخيرة من العدو بعد قتل من كان في الموقع.
وقد أصيب زميل لهم وهو / محمود علي الجيزي في ساقه وكان بجوار الزميل / محمد شاكر.
وقاموا بإخلائه هو والزملاء بعد الانتهاء من الاقتحام، وكانت هذه العملية ناجحة 100 %.
- اقتحام موقع لسان التمساح للمرة الثانية 8/7/1969:

كان ضمن مجموعة الاقتحام قيادة الضابط / وئام سالم حيث بدخول الموقع من الباب الرئيسي مع مجموعات الاقتحام الأخرى.
حيث وصلوا إلي دشم العدو وقاموا بضربها جميعا إلي إن تم تدميرها كلها ماعدا دشمه واحدة.
نسف وإحراق سقالة الكرنتينة 30/8/1969:
وهذه العملية استشهد فيها البطل الرائد / عصام الدالي والزميل البطل / عامر يحيي عامر.

### أما القصف بالصواريخ فيذكر منها: -
- قصف موقع عيون موسي 6/6/1969
- قصف منطقة الكرنتينة 6/8/1969
- قصف مطار الطور المرة الأولي 29/12/1969
- قصف مطار الطور المرة الثانية 1/3/1970

### كما شارك في العديد من عمليات النسف والتدمير:-
ومع وقف إطلاق النار طبقاً لمبادرة روجرز وتوقف حرب الاستنزاف
وفي يوم 6/6/1972 تم انتهاء إلحاقه وبعض الزملاء بالمجموعة 39والعودة إلي وحدتهم الأصلية بالصاعقة البحرية
ثم قامت حرب أكتوبر المجيدة حيث اشترك في العديد من عمليات القتال وبث الألغام والاستطلاع

## جوائز وأوسمة
- من خلال تواجده بالمجموعة كرم بالاتي
- نوط الجمهورية من الطبقة الثانية
- خطاب شكر من الرئيس جمال عبد الناصر.
- ميدالية 6 أكتوبر 1973.
- نوط الواجب العسكري.
- نوط الشجاعة العسكري.
- نوط التدريب.
- ميدالية جرحى الحرب.